# Цілинна балка з кам'янистими оголеннями
Цілинна балка з кам'янистими оголеннями — ентомологічний заказник місцевого значення. Об'єкт розташований на території Чернігівського району Запорізької області, бригада №2.
Площа — 20 га, статус отриманий 1984 року.